# Nesodryas alboguttata
Nesodryas alboguttata är en insektsart som beskrevs av Frederick Arthur Godfrey Muir 1922. Nesodryas alboguttata ingår i släktet Nesodryas och familjen sporrstritar. Inga underarter finns listade i Catalogue of Life.